# Fundação do Desenvolvimento Administrativo
| Fundação do Desenvolvimento Administrativo (Fundap) |      |
| Criação                                             | 1974 |
| Extinção                                            | 2015 |

A Fundação do Desenvolvimento Administrativo (Fundap) foi um órgão estadual paulista, com sede na capital paulista, criado em 1974, com sede na capital paulista, que atuava nas áreas de capacitação, pesquisa e consultoria em gestão pública.
Sua gênese remonta ao início dos anos 1970, depois de ter sido instituído (em 1967) o Grupo Executivo da Reforma Administrativa (GERA), “responsável por coordenar os trabalhos de restruturação e inovação do serviço público”. Durante os trabalhos do GERA, várias propostas de modernização do setor público foram concebidas, dentre elas a criação de um centro de referência na área de administração pública.
Tal centro viria a ser, a partir de 1974, a Fundap, com o apoio acadêmico e gerencial de docentes da Fundação Getúlio Vargas, Universidade de São Paulo e Universidade Estadual de Campinas. O principal objetivo da Fundap era “garantir a elevação dos níveis de eficácia e eficiência da administração pública, promovendo a formação de executivos, o desenvolvimento permanente dos procedimentos administrativos e a prestação de assistência técnica por meio de cursos, seminários, palestras, estudos e pesquisas” . Embora instituída em 1974, a Fundap começou a funcionar efetivamente somente após a aprovação de seus estatutos, em 1976.
Entre outras atividades, os técnicos e executivos da Fundação levaram à frente projetos como o “de transformação estrutural do antigo território da União no estado de Rondônia; os (...) de reestruturação de importantes Secretarias e os de cooperação técnica entre países africanos de língua portuguesa, como Moçambique e Cabo Verde”., além de cursos de capacitação para servidores públicos, semi-presenciais, presenciais ou à distância, por meio da Escola de Governo e Administração Pública (EGAP)
De 1991 e 1998, funcionou, utilizando a estrutura da Fundap, o Instituto de Economia do Setor Público (Iesp), “dedicado a produzir e compartilhar estudos, pesquisas e índices sobre a economia do setor público, sobre o sistema financeiro e sobre as principais políticas setoriais.” Após esse período, o grupo de Economia da Fundap continuou elaborando boletins e estudos sobre conjuntura e análises setoriais, particularmente para auxiliar o poder público a prever sua arrecadação.
A Fundap realizou, entre 1978 a 2014, o projeto Perfil da Administração Pública Paulista, publicação que descreve a natureza, atribuições e vínculos de governo de todas as secretarias, órgãos e entidades estatais paulistas.
Foi responsável também pela administração do Programa de Estágios no setor público paulista, até sua extinção, em 2015. Em 2016, o programa passou para o Centro de Integração Empresa-Escola (CIEE), entidade filantrópica de direito privado. Tal processo, entretanto, gerou polêmica à época, por ter sido feito sem licitação.

## Acervo documental
Coube ao Arquivo Público do Estado de São Paulo (APESP) a guarda da documentação considerada permanente, produzida e acumulada pela Fundap. Para isso, integrantes da Comissão de Avaliação de Documentos e Acesso (CADA) da Fundação realizaram avaliação e classificação do material, descartando registros considerados menos relevantes para a preservação da memória institucional da entidade.
O fundo documental Fundap compreende um amplo acervo de 77 metros lineares (cerca de 550 caixas-arquivo), predominantemente do gênero textual e com alguns registros sonoros (gravações de reuniões, por exemplo) e iconográficos. Entre os documentos, figuram decretos, portarias, regulamentos, além de muitos tipos de projetos ligados a atividades-meio e fim da instituição.
A Fundap, além da produção documental própria, também acumulou documentação da Comissão Interestadual da Bacia Paraná-Uruguai (CIBPU), de que herdou os bens patrimoniais.. Esse acervo veio a constituir, dentro do APESP, um conjunto documental à parte, denominado Fundo Comissão Interestadual da Bacia Paraná-Uruguai.